# 河内国分駅
河内国分駅（かわちこくぶえき）は、大阪府柏原市国分本町一丁目にある、近畿日本鉄道（近鉄）大阪線の駅である。副駅名は「関西福祉科学大学前」。駅番号はD18。
以前は、単に「国分駅」と案内されることもあった。

## 歴史
- 1927年（昭和2年）7月1日：大阪電気軌道八木線（現・大阪線）の恩智 - 高田（現・大和高田）間開通と同時に、国分駅として開業する[1]。
- 1938年（昭和13年）6月：上下待避線を設置する。
- 1941年（昭和16年）3月15日：参宮急行電鉄との会社合併により、関西急行鉄道の駅となる[1]。同時に河内国分駅へ改称する[2]。
- 1944年（昭和19年）6月1日：会社合併により近畿日本鉄道の駅となる[1]。
- 1966年（昭和41年）11月12日：当駅構内にて特急列車が準急列車に追突する事故発生。10000系初代ビスタカーが大破した。
- 1967年（昭和42年）12月：引き上げ線を設置する。
- 1982年（昭和57年）5月24日：橋上駅舎の供用を開始する。
- 2003年（平成15年）3月6日：急行の停車駅に追加される。
- 2007年（平成19年）4月1日：ICカード「PiTaPa」使用を開始する[3]。
- 2011年（平成23年）12月26日：副駅名として「関西福祉科学大学前」を制定[4]。
- 2016年（平成28年）10月16日：視覚障害の男性が下りホームから転落し、特急列車にはねられ死亡する事故が発生[5][6]。

橋上化前の河内国分駅（1980年8月ごろ）
- 東口
- 構内通路
- 西口

## 駅構造
島式2面4線のホームを持ち、待避可能な地上駅で橋上駅舎を有する。橋上化は1982年5月に完成。改札口は1ヵ所のみ。東西双方に出入口があり、東側出入口はショッピングモール

ジョイフル国分に直結している。ホーム有効長は6両。

### のりば
| のりば | 路線     | 方向 | 行先               |
| ------ | -------- | ---- | ------------------ |
| 1・2   | D 大阪線 | 下り | 名張・五十鈴川方面 |
| 3・4   | D 大阪線 | 上り | 大阪上本町方面     |

付記事項
- 内側2線（2番線と3番線）が主本線、外側2線（1番線と4番線）が待避線である。
- 1番線はそのまま引き上げ線に繋がっており、折り返し列車は引き上げ線に入ったあと方向転換して、上り線に入る。なお、本線である2番線からも引き上げ線に入線できるような配線になっている。

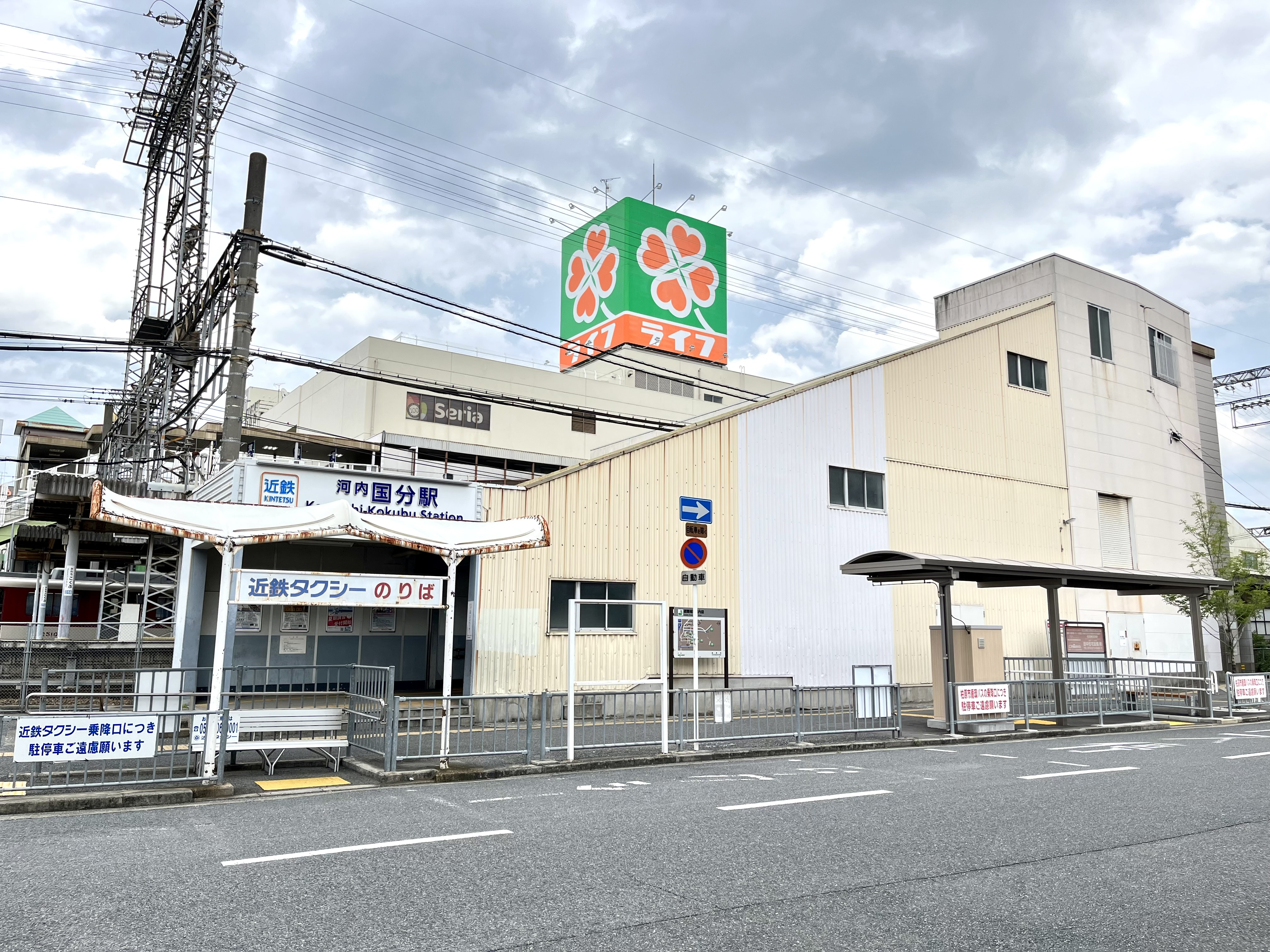
西口
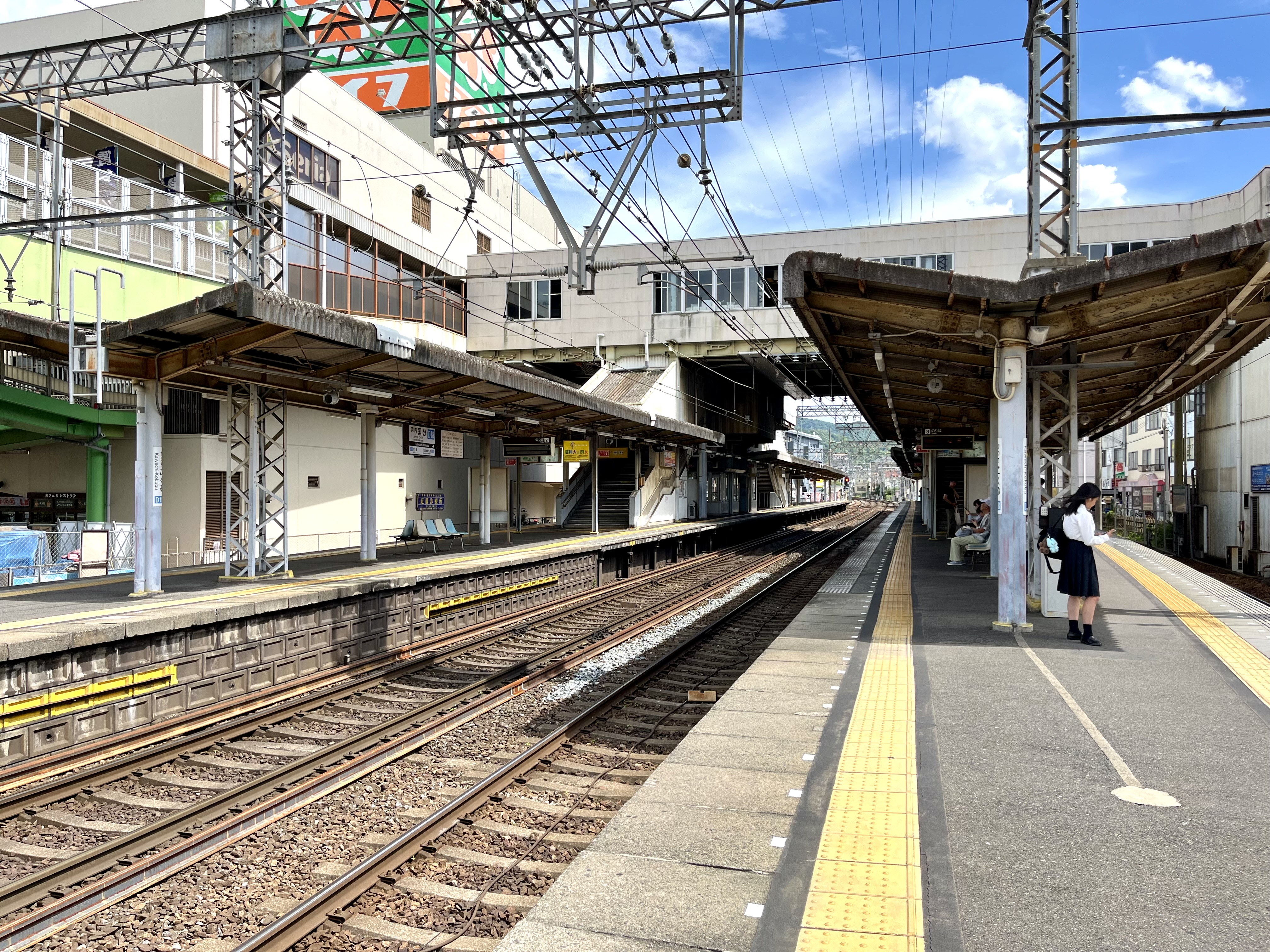
プラットホーム

## 特徴
ダイヤ面
- 急行以下の一般列車が停車しており、大阪方面からの準急は当駅から名張方面は各駅に停車する[8]。
- 平日午前中と夕方以降を中心に、大阪上本町駅から当駅発着の列車が設定されている。
  - 準急が設定される朝と夕方において、一部の普通列車が当駅で折り返し運転を実施しており、当駅始発の大阪上本町行き準急（平日朝に1本）・区間準急（平日、土休日とも3本）が設定されている[8]。
- 大阪線急行の待避可能駅の一つであり、列車待避や緩急接続が頻繁に行われる。
  - 日中は下り、上りとも毎時1本（土休日は上り毎時2本）の急行が当駅で特急を、ラッシュ時は準急以下の一部列車が当駅で特急・快速急行を待避するほか、日中は区間準急が特急の待避を行っている。
  - 日中は下り名張方面の約2/3の急行と区間準急の緩急接続が、ラッシュ時においては準急と普通列車の接続が行われている[8]。
  - 夕方以降は上り大阪方面の大半の急行列車が準急以下の列車及び、準急と普通列車との緩急接続を行い、下り名張方面は夜間ほぼ全ての急行列車が区間準急以下との緩急接続を行う[8]。
- 昼間時間帯は急行が毎時3本、区間準急が毎時3本、普通列車が毎時1本停車している[8]。

駅設備・営業面
- 近鉄八尾駅管理の有人駅で、PiTaPa・ICOCA対応の自動改札機および自動精算機（回数券カードおよびICカードのチャージに対応）が設置されている。
- かつては法善寺駅 - 大阪教育大前駅を管轄とする駅長が当駅に配置されていた。
- かつては定期券・特急券は専用の自動発売機にて即時購入が可能だったが[9]、2025年5月22日を以って特急券等自動発売機の設置を終了した。季節限定で窓口でも購入ができた時期もあった。

## 利用状況
近年における当駅の1日乗降人員の調査結果は以下のとおり。
- 2023年11月7日：14,011人
- 2022年11月8日：14,336人
- 2021年11月9日：13,363人
- 2018年11月13日：16,458人
- 2015年11月10日：15,804人
- 2012年11月13日：15,301人
- 2010年11月9日：15,563人
- 2008年11月18日：16,626人
- 2005年11月8日：17,076人

## 駅周辺
東口ロータリー前の国分交差点は国道25号と国道165号の分岐点になっている。また、府道堺大和高田線も繋がっており、道路交通の要衝である。駅周辺は駅近隣を除き住宅地や農地となっている。

### ジョイフル国分
東側に存在し駅と直結する複合商業施設。主要テナントは以下の通り。 
- ライフ国分店

### その他の駅周辺
企業
- パナソニック サイクルテック本社

学校
- 関西福祉科学大学
- 関西女子短期大学
- 関西福祉科学大学高等学校
- 柏原市立国分中学校
- 柏原市立玉手中学校
- 柏原市立国分小学校
- 大阪市立長谷川小学校・中学校

公共機関
- 大阪南消防組合 大阪南消防局 柏羽藤消防署国分出張所
- 柏原国分本町郵便局
- 高井田駅 - JR関西本線（徒歩約10分）
- 道明寺駅 - 近鉄南大阪線（西方約1.5km）

その他
- 大和川
- 国豊橋
- 柏原市立玉手山公園（旧・近鉄玉手山遊園地）
  - 安福寺
- 茶臼塚古墳
- 松岳山古墳

### バス路線
- 市内循環バス「きらめき号」（柏原市の自家用バス、平日のみ無料運行）西口および東口より発車。
  - 柏原市役所、雁多尾畑方面
- 道路交通の要衝であることから、かつては東口から阿倍野橋、河内松原駅、堺東駅、王寺駅など各方面へ向かう近鉄バスのターミナルであった（1990年まで奈良交通の近鉄大和高田駅発着も来ていた）。西口側にも柏原企業団地方面への循環バス路線があったが、これらの路線は1996年までにほとんどの路線が廃止となり、最後に残った雁多尾畑（かりんどおばた）行きのローカル路線も、2006年7月から柏原市の市内循環バスに転換されたため、当駅発の一般路線バスはすべてなくなった。ただし、到着便については、大阪教育大学柏原キャンパス発の便が大阪教育大前駅を経由して当駅まで運行している[注 1]。
- 東口は、1982年ごろのロータリー完成まで国道165号線沿いにバス折返場があった。完成後、折返場はライフの駐車場となった。跡地前にある交差点名はかつて「国分バスターミナル前」であった。
- 西口は、ロータリーができるのが遅く、西口側の路線バスは近くの国分西一丁目という停留所前に折り返し場が用意されていた。

## 隣の駅
近畿日本鉄道
D 大阪線
■快速急行
通過
■急行
布施駅 (D06) - 河内国分駅 (D18) - 五位堂駅 (D23)
■準急（当駅から大阪教育大前駅方の各駅に停車）
高安駅 (D13) - 河内国分駅 (D18) - 大阪教育大前駅 (D19)
■区間準急・■普通
安堂駅 (D17) - 河内国分駅 (D18) - 大阪教育大前駅 (D19)
- きんてつ鉄道まつり開催の際に急行の一部が高安駅に、近畿大学で入試試験日やオープンキャンパス開催日などに、急行の一部が長瀬駅に、大学入試センター試験実施日や大阪教育大学の二次試験実施日に急行の一部が大阪教育大前駅にそれぞれ臨時停車することがある。